# 杨松 (1907年)
杨松（1907年11月14日—1942年11月23日），原名吴绍镒，曾用名吴平，湖北大悟四姑镇人，中国共产党人物。
杨松早年入莫斯科中山大学学习，加入中国共产党，后先后在苏联远东地区和中国东北地区从事党的工作。1935年，他提出组建统一的东北抗日联军的建议。1938年回到延安，任中共中央宣传部副部长。1941年，中共中央机关报《解放日报》创刊，杨松被任命为第一任总编辑。因积劳成疾，次年病逝。

## 生平

### 早年生涯
杨松父亲吴德秀早年以教书为业，后到湖北督军公署任职，因同情支持学生运动被解职。杨松6岁入村塾读书，10岁随父到武昌进高师附小读书。当时，陈潭秋在该校任教，并以此为基地开展革命活动。杨松通过父亲与董必武的关系，认识了陈潭秋，得到了他的直接培养和教育。1921年，杨松考入武汉中学，他在董必武的指导下参加青年读书会，阅读《新青年》等刊物上。1922年秋，杨松到武昌高师附中学习。二七大罢工发生后，他在中共湖北区委的领导下，全力支持工人斗争，被推选为高师附中学生会的领导成员。1924年春，在陈潭秋的帮助下，杨松和另外两位同学发起组织现代少年协社。
1925年，杨松在武汉加入中国国民党，并参加湖北省青年团体联合会的领导工作。五卅惨案发生后，杨松参加领导各校学生罢课、演讲，声援上海工人、学生。6月，他和林彪等人代表湖北学生赴上海出席全国学生代表大会。回武汉后，由于高师附中被解散，杨松转入私立武昌中华大学读书。1926年8月，杨松加入中国共产主义青年团，并担任共青团武昌区委书记。在北伐战争中，杨松同陈潭秋一起，组织活动支援北伐军的进攻。北伐军攻克武昌后，杨松到国民党湖北省党部宣传部工作，兼任血光通讯社编辑和记者。

### 苏联与东北
1927年2月底，经共青团中央介绍，杨松离开武汉前往苏联，进入莫斯科中山大学学习。不久，转为中共党员。林伯渠回忆杨松在中山大学学习时，称赞他“致力于理论的研究，学而不厌，诲人不倦”，“是马恩列斯的忠实学生”。杨松从中山大学毕业后继续留校深造，兼作莫斯科中山大学的政治经济学教员和俄文翻译。1928年，他出席中国共产党第六次全国代表大会。1929年3月，杨松任中山大学翻译班党小组组长，并出席在莫斯科中国劳动共产主义大学召开的党员代表大会。1930年2月，到莫斯科列宁学校工作。1931年1月，被选为团中央委员，随后被中共驻共产国际代表团派往符拉迪沃斯托克，任太平洋职工会中国部主任，并任《太平洋工人》杂志编辑。1933年，杨松受中共驻共产国际代表团指派，负责处理满洲问题，参与东北地区中共领导工作。
1934年7月，杨松由莫斯科经符拉迪沃斯托克回到东北。他以中共满洲省委巡视员的身份来到穆棱县，筹建中共吉东特委。10月初，有各县县委书记参加的吉东党的第一次工作会议召开，会议宣布中共吉东临时特委成立，杨松任特委书记。特委成立后，杨松随即展开工作，他针对工作中的主观主义、工作过急、忽视保密工作等问题，改组了密山县委。随后，他组建了东北抗日同盟军第四军，李延禄任军长，杨松兼任政治委员。抗日同盟军第四军成立后，1934年12月20日，杨松又主持召开了宁安县委扩大会议，通过《关于左倾关门主义错误及目前工作任务的决议案》，并将绥宁反日同盟军改编为东北人民革命军第五军，由周保中任军长。两支部队成立后，杨松同李延禄、周保中等一起，胜利打破了关东军的讨伐作战。
1935年2月，中共吉东临时特委机关由穆棱县迁至牡丹江。之后，杨松又在牡丹江市主持召开了吉东党的第二次工作会议，会议决定正式成立中共吉东特委，杨松任特委书记。吉东特委成立后，杨松在密山县半截河城东浴成当铺建立了一个国际交通站，使吉东特委成为中共满洲省委和莫斯科共产国际中共代表团联系的重要枢纽之一。在此期间，针对康生对满洲省委存在内奸的怀疑，杨松进行了抵制，为此受到了党内警告处分。1935年7月至8月，杨松作为中共驻共产国际代表团代表，到莫斯科出席共产国际第七次代表大会。其间，他参加了《八一宣言》的起草工作，之后再次调到莫斯科共产国际中共代表团工作。杨松回到莫斯科后，向中共驻共产国际代表团汇报中共在东北的抗日工作，提出组建统一的东北抗日联军的建议。在杨松等人的推动下，1936年2月，由杨松起草的《东北抗日联军统一军队建制宣言》发布。之后，中共领导的东北人民革命军及其他抗日武装先后改编为东北抗日联军。

### 延安岁月
1938年2月底，杨松从莫斯科回到延安，任中共中央宣传部第一副部长，后又兼任秘书长、宣传科科长，并在中央马列学院任教。同年9月至11月，他作为东北地方领导干部和抗日联军代表出席中共六届六中全会，并担任会议秘书，参与文件的起草。在中央马列学院工作期间，杨松编撰了《论民族》《今日苏联》《社会科学概论》等一批文章著作，还与邓力群合编了近百万字的《中国近代史参考资料》。其后，他又担任中共中央东北工作委员会副主任（实际主持工作）。
1941年5月，中共中央决定将延安《新中华报》与《今日新闻》合并，出版《解放日报》，作为中共中央的机关报，博古任社长，杨松任总编辑。创刊后的解放日报版面安排上一版为国际，二版国内，主要是国统区新闻，边区新闻和根据地新闻被放在第三版和第四版。毛泽东在不同场合表示过不满，曾对杨松说：“讲中国历史，要多讲现代，少讲古代，特别是遵义会议以后，党如何挽救危局，要多加宣传，让大家知道正确路线是怎样把革命引向胜利的。”毛还强调“我们在中国办报，在根据地办报，应该以宣传我党的政策、八路军、新四军和边区、根据地为主。”因积劳成疾，1942年1月，杨松被迫离开工作岗位住院治疗。1942年11月23日，杨松因病情恶化，医治无效，在延安病逝。毛泽东称赞说：“杨松同志办事认真，有责任心，我们应当记住他，学习他。”

## 家庭
杨松1936年在莫斯科与苏联姑娘萨尔达结婚，二人育有一女。1938年，杨松只身回国。